# Oksana Byčkova
Oksana Byčkova (Donec'k, 18 giugno 1972) è una regista russa.

## Filmografia parziale

### Cinema

#### Regista
- Piter FM (2006)
- Pljus odin (2008)
- Eshche odin god (2014)
- Peterburg - Tolko po lyubvi (2016)
- Chego khochet Slava? (2021)

### Televisione

#### Regista
- Cherchill - serie TV (2010)